# Metaverruca maclaughlinae
Metaverruca maclaughlinae is een zeepokkensoort uit de familie van de Verrucidae. De wetenschappelijke naam van de soort is voor het eerst geldig gepubliceerd in 1997 door Buckeridge.